# حمدان بن مبارك آل نهيان
حمدان بن مبارك آل نهيان (مواليد 1959) هو أحد أفراد عائلة آل نهيان في الإمارات العربية المتحدة . أصبح وزيراً للتعليم العالي والبحث العلمي في مارس 2013 وحتى 2014   وهو منصب شغله شقيقه نهيان بن مبارك آل نهيان لمدة 23 عامًا. 

## النشأة والتعليم
ولد حمدان بن مبارك في عام 1959.  هو نجل مبارك بن محمد آل نهيان وزير الداخلية الأسبق. وهو حفيد محمد بن خليفة بن زايد بن خليفة آل نهيان ، وهو نفسه حفيد زايد بن خليفة آل نهيان .
الشيخ حمدان حاصل على درجة البكالوريوس في الاقتصاد من جامعة الإمارات العربية المتحدة ، وتلقى دورات طيران متقدمة في المملكة المتحدة. 